# 中島健 (造園家)
中島健（なかじま けん、1914年 - 2000年）は、日本の造園家、作庭家。国内では法人から吉田茂をはじめ、田中角栄、河野一郎らの邸宅の庭園など、政財界の要人の邸宅の庭を設計施工のほか、世界各国で日本庭園を作庭。国内650ヶ所以上、海外20ヶ所以上の庭園を設計・施工管理したという。

## 人物
暁星中学校（旧制）から早稲田大学附属第二早稲田高等学院を経て、1934年に東京高等造園学校（現・東京農業大学地域環境科学部造園科学科）に入学する。卒業後は京都にある歴史的庭園の実測調査に従事した後、東京仙川の地で庭園設計事務所を設立、作家活動に入る。

## 経歴
- 1914年（大正3年）4月、電業社原動機製造所（現・電業社機械製作所）を1905年に創業した父・中島平八郎の四男・末っ子として東京府東京市で生まれる。幼少期は初台で育ち、のちに仙川に移る
- 旧制暁星中学から1931年（昭和6年）、第二早稲田高等学院に進学し、1934年（昭和9年）修了。同年、東京高等造園学校に入学
- 1937年（昭和12年）3月、東京高等造園学校卒業。同年4月から1年間、京都において久恒秀治らと古庭園の実測調査研究に参加。
- 1938年（昭和13年）8月から1942年（昭和17年）3月まで、東京高等造園学校助教授
- 1947年（昭和22年）4月から1951年（昭和26年）3月までおよび1972年（昭和47年）4月から1978年（昭和53年）3月まで、新制となった東京農業大学で講師を務める
- 1957年（昭和32年）11月、綜合庭園研究室を設立する
- 1980年（昭和55年）7月、綜合庭園研究室を株式会社に組織変更し代表取締役に就任

## 受賞歴
- 1969年（昭和44年）川口市グリーン・センター他一連の造園設計で、日本造園学会賞計画設計作品部門を受賞
- 1981年（昭和56年）東京農業大学造園大賞。建設大臣表彰
- 1984年（昭和59年）外務大臣表彰
- 1986年（昭和61年）勲五等双光旭日章受章。日本公園緑地協会北村賞受賞（日本公園緑地協会創立50周年記念表彰）
- 1987年（昭和62年）道路緑化保全協会表彰
- 1992年（平成4年）世田谷区長よりウィーン市ドプリング区世田谷公園建設にたいする表彰
- 1994年（平成6年）日本公園緑地協会佐藤国際交流賞
- 1995年（平成7年）日本造園コンサルタント協会功労賞
- 1998年（平成10年）日本造園学会上原敬二賞。オーストラリア・カウラ市名誉市民

## 主な作品
- 熊本営林署樹木園（熊本県、1949年（昭和24年）から1957年（昭和32年）
- 指宿観光ホテル庭園（1949年（昭和24年）から1958年（昭和33年）
- アメリカ総領事館庭園築庭（兵庫県神戸市、1957年（昭和32年）
- 日本芸術院会館庭園（東京都、1957年）
- 吉田茂邸庭園（神奈川県大磯町、1958年～1965年）
- 河野一郎邸庭園（神奈川県小田原市、1958年（昭和33年）
- 茶谷邸庭園（1958年（昭和33年）
- 水谷八重子邸庭園（1959年（昭和34年）
- 田中外次邸庭園（1960年（昭和35年）
- 西郷隆次邸庭園（1960年（昭和35年）
- 川合玉堂美術館枯山水庭園（東京都、1961年）
- 田中角栄邸庭園石組（1961年（昭和36年）
- ローマ日本文化会館庭園（イタリア、1962年）
- 皇居新宮殿庭園基本設計（東京都、1963年）
- 東京プリンスホテル庭園基本設計（東京都、1964年）
- 東京プリンスホテル・ビヤガーデン・レストラン・ビラ及び駐車場造園（東京都）
- 川口市立グリーンセンター（埼玉県、1965年（昭和40年）～1967年（昭和42年）日本庭園（埼玉県川口市、1970年（昭和45年）
- モントリオール万国博覧会日本館庭園（カナダ、1965年（昭和40年）～1966年（昭和41年）
- 国立劇場庭園設計施工監理（東京都、1966年）
- 妙一美術館庭園（1966年（昭和41年）
- 日本近代文学館造園計画（東京都）
- 長瀬産業株式会社新館前庭（東京都）
- 神奈川歯科大学新講堂周囲造園計画（神奈川県）
- 観音崎・戦没船員慰霊碑造園計画（神奈川県横須賀市 1971年）
- 大阪万博会場道路緑地帯造園実施設計（大阪府、1968年）
- ジュネーブWHO本部（スイス、1970年（昭和45年）
- 世界救世教箱書胱明神殿（神奈川県箱根町, 1970年（昭和45年）
- ポーラ本社五反田ビル造園（東京都、1971年）
- 井深大箱根別邸庭園（神奈川県箱根町、1971年（昭和46年）
- トンスバーグ日本庭園設計施工監理（ノルウェ、1971年（昭和46年）
- 東北自動車道吾妻P・A～国見S・A間造園基本設計（1971年（昭和46年）
- 東京都戦没者霊苑日本庭園（1971年（昭和46年）
- ハンブルク国際園芸博覧会日本庭園（ドイツ、1972年）
- 清澄公園基本設計（東京都江東区、1972年（昭和47年）
- 虎屋本店屋上庭園（1973年（昭和48年）
- CBSソニー本社屋造園（東京都、1973年（昭和48年）
- 霞丘陵自然公園整備基本計画・基本設計（東京都、1973年（昭和48年）
- 高橋高見邸庭園（1973年（昭和48年）
- 箱根湯本富士屋ホテル造園（神奈川県箱根町、1973年（昭和48年）
- 沖縄海洋博覧会海浜公園（施工監理、沖縄県、1973年）
- スポーケン万国博覧会日本庭園 （アメリカ、1974年）
- 片倉城跡公園（東京都八王子市、1974年（昭和49年）
- ヒューストン市ハーマン公園内日本庭園 （アメリカ）
- 森山良子邸庭園（1974年（昭和49年）
- 沖縄海洋博覧会海浜公園第2ブロック（1974年（昭和49年）
- 小佐野賢治邸庭園（1975年（昭和50年）
- 木曽カントリークラブ（1975年（昭和50年）
- 霊友会釈迦殿造園（1975年（昭和50年）
- 中央自動車道大月一・勝沼間造園基本設計（1975年（昭和50年）
- 熱海・遠藤波津子邸（1976年（昭和51年）
- デイッケル邸庭園（スイス、1976年（昭和51年）
- デッカー邸庭園（ドイツ、1976年）
- 実篤公園新設工事設計（東京都調布市、1976年（昭和51年）
- ノルウェー王国大使館庭園（東京都、1977年）
- カウラ市日本庭園（オーストラリア、1978年～1986年）
- 花巻温泉紅葉館庭園（岩手県、1978年（昭和53年）
- 朝日新聞東京本社ビル庭園（東京都、1984年）
- KDD小山新中央局造園（栃木県、1982年）
- 茨城県フラワーパーク（茨城県、1982年～1984年）
- 松島ホテル一の坊庭園（宮城県、1984年～1987年）
- モスクワ日本庭園（ロシア、1984年～1987年）
- 軽井沢啓愛社山荘庭園（長野県、1985年）
- あつみ温泉・ホテル萬国屋造園（山形県、1987年）
- ホテル花水木造園（三重県、1987年）
- モントリオール市植物園内日本庭園（カナダ、1988年）
- ウィーン市ドプリング区世田谷公園（オーストリア、1989年～1990年）
- 花田苑（埼玉県越谷市、1991年）
- ローマ大学植物園内日本庭園（イタリア、1993年）
- 広尾プラザ造園（クルボワジェの庭・ジェ・モルジェ・八幡四川飯店＆ガーデンズ 東京都、1993年, 1997年）
- 在モンゴル日本大使館庭園（モンゴル・ウランバートル、1994年（平成6年～1995年（平成7年）
- ミネベア藤沢ドミトリー造園（神奈川県、1994年）
- 日光霧降カントリークラブ造園（栃木県、1994年（平成6年）
- 北野建設本社ビル新館造園（1994年（平成6年）
- オークメドウカントリークラブ（1995年（平成7年）
- 奈良国立博物館環境整備（奈良県、1995年（平成7年）
- 静岡ガーデンホテル庭園（静岡県、1996年（平成8年）
- 平山郁夫美術館庭園（広島県、1997年）
- 長島温泉なばなの里造園（三重県、1997年～1998年）
- プラザイン水沢庭園（岩手県、1997年（平成9年）
- 中央自動車道談合坂サービスエリア造園（1997年（平成9年）
- 山中湖伊東山荘（1998年（平成10年）
- カウラ市日本庭園整備（オーストラリア、1998年（平成10年）
- 甲府・雨宮邸庭園（山梨県、1999年（平成11年）
- 作並温泉ホテル一の坊庭園改築（宮城県、1999年（平成11年）
- 駒場・伊藤邸庭園（東京都、1999年（平成11年）